# 埃斯林根 (瑞士)
埃斯林根（德語：Esslingen），是瑞士联邦苏黎世州乌斯特区的市镇埃格市下辖的一个村镇，位于苏黎世东南约15公里处，2012年人口数为1,752。埃斯林根是苏黎世周边的旅游胜地之一。